# برج بابل (لوحة)
كان بُرج بابِل موضوع ثلاث لوحات لرسام عصر النهضة الشهير بيتر بروغل الأكبر. أللوحة الأولى، منمنمة صغيرة مرسومة على العاج، رُسمت أثناء وجود بروغل في روما وهي مفقودة الآن. توجد اللوحتان الباقيتان، اللتان تميزتا غالبًا بأسماء أحداهما تَسَمى «البرج الكبير» موجودة في متحف تاريخ الفنون في فيينا والأخرى «البرج الصغيرة» موجودة في متحف بويجمانز فان بيونينغن في روتردام. كلاهما لوحات زيتية على ألواح خشبية.
تبلغ مساحة لوحة روتردام نصف حجم لوحة فيينا. بصورة عامة، لديهم نفس التكوين تمامًا، ولكن على مستوى مفصل، كل شيء مختلف، سواء في هندسة البرج أو في السماء والمناظر الطبيعية حوله. تحتوي نسخة فيينا على مجموعة في المقدمة، مع الشخصية الرئيسية التي يُفترض أنها الملك نمرود، الذي يُعتقد أنه أمر ببناء البرج،  على الرغم من أن الكتاب المقدس لا يذكر هذا في الواقع. يرتفع البرج في لوحة فيينا على حافة مدينة بابل الكبيرة، لكن برج لوحة روتردام موجود في الريف المفتوح.

## خلفية تاريخية

برج بابل

تصور اللوحات بناء برج بابل، الذي تم بناؤه، وفقًا لسفر التكوين في الكتاب المقدس، من قبل مجتمع موحد أحادي اللغة كدليل على إنجازهم ولمنعهم من التشتت.
«كان لكل الأرض لغة واحدة ونفس الكلمات. هاجر الرجال من الشرق، وجاء الرجال إلى سهل في بلاد سنار واستقروا هناك. قالوا لبعضهم البعض:» تعال، لنصنع الطوب ونطبخه على النار«. خدمهم الطوب كحجر والقار كخرسان. ثم قالوا: تعالوا نبني مدينة وبرجًا تلامس قمته السماء ولنصنع اسمًا لأنفسنا حتى لا نتشتت على الأرض. ونزل الرب ليرى المدينة والبرج اللذين كان الرجال يبنونه. قال الرب:» ها هم شعب واحد وكلهم لديهم لغة واحدة، هذه بداية عملهم والآن ما يخططون له لن يكون مستحيلاً عليهم، فلننزل ونشوش لغتهم، لم لا. يفهمون لغة بعضهم البعض أكثر «. بددهم الرب من هناك على كل الأرض، وكفوا عن بناء المدينة. لهذا سميت بابل، لأن الرب هناك بلبل لغة كل الأرض ومن هناك بددهم الرب على الأرض».

(سفر التكوين 11، 1-9).

## الوصف والتحليل

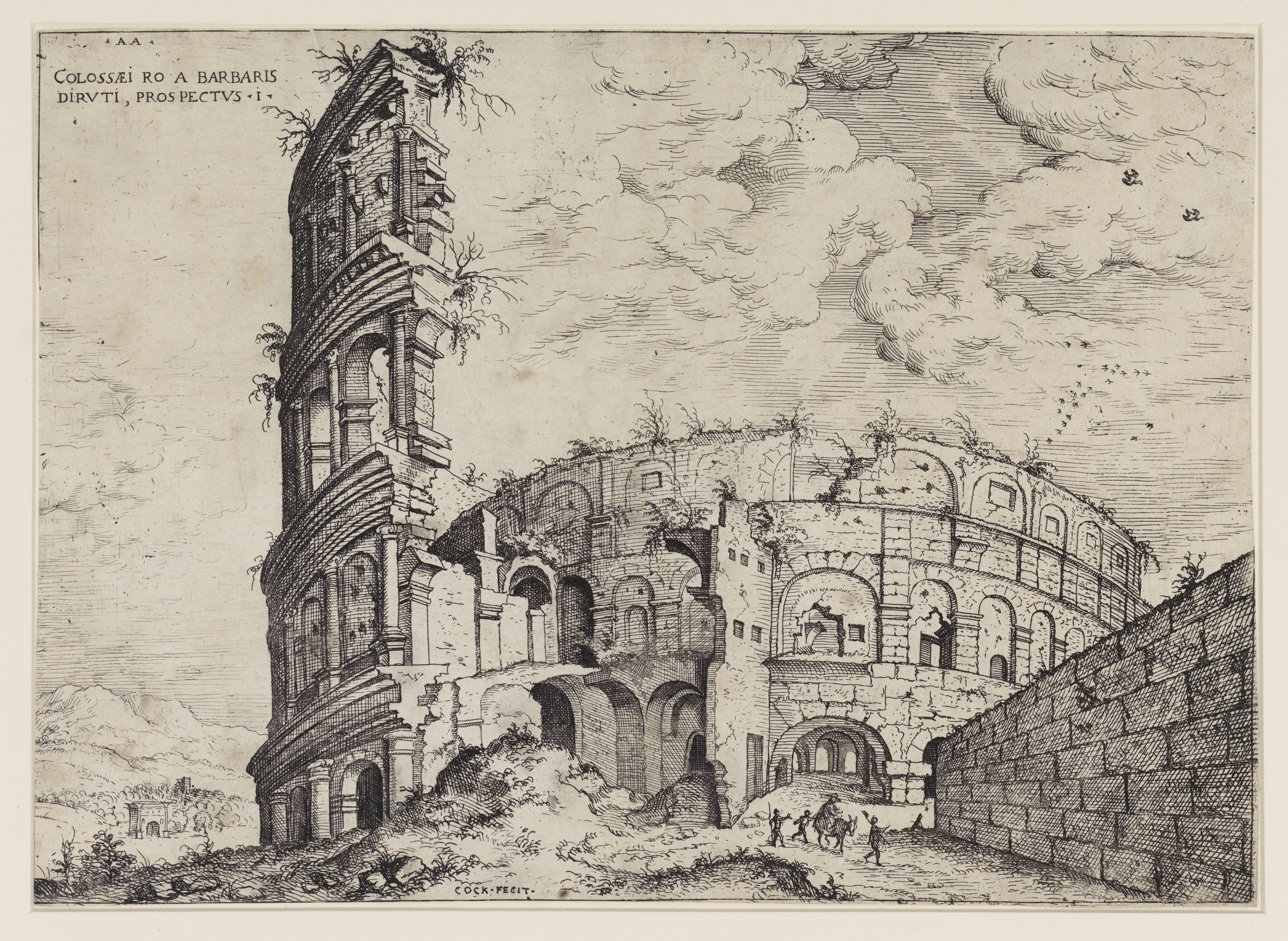
طباعة الكولوسيوم في روما ، نشرها هيرونيموس كوك عام 1551

إن تصوير بروغل للعمارة في البرج، مع أقواسه العديدة وأمثلة أخرى من الهندسة الرومانية، يذكرنا عمداً بالكولوسيوم الروماني،  الذي اعتبره المسيحيون في ذلك الوقت رمزًا للغطرسة والاضطهاد. زار بروغل روما في 1552. بالعودة إلى أنتويرب، ربما قام بتحديث ذاكرته عن روما بسلسلة من النقوش للمعالم الرئيسية للمدينة التي قام بها ناشر مطبوعاته الخاصة، هيرونيموس كوك، لأنه قام بدمج تفاصيل نقوش كوك للآراء الرومانية في كلا النسختين الباقية لبرج بابل.
كان للتوازي مع روما وبابل أهمية خاصة بالنسبة لمعاصري بروغل. بحيث أعتبرت روما هي المدينة الخالدة، التي قصدها القياصرة أن تدوم إلى الأبد، واعتبر انحلالها وخرابها رمزًا لغرور النفس البشرية.  كان البرج أيضًا رمزًا للاضطراب الديني بين الكنيسة الكاثوليكية (التي كانت تقدم جميع الخدمات في ذلك الوقت باللغة اللاتينية) والديانة البروتستانتية متعددة اللغات التي كانت شائعة بشكل متزايد في هولندا. حيث تم نشر الكتاب المقدس بست لغات في أنتويرب عام 1566. على الرغم من أن البرج يبدو للوهلة الأولى وكأنه سلسلة ثابتة من الأعمدة متحدة المركز، إلا أنه من الواضح عند النظر الدقيق أنه لا توجد أي طبقة من الطبقات تقع في بناء أفقي حقيقي. بدلاً من ذلك، تم بناء البرج على شكل حلزوني صاعد. قام العمال في اللوحة ببناء الأقواس بشكل عمودي على الأرض المائلة، مما جعلها غير مستقرة، ويمكن رؤية بعض الأقواس تنهار بالفعل. لم يتم الانتهاء من الأساسات والطبقات السفلية للبرج قبل تشييد الطبقات العليا.

## تفسير
اللوحة هي إشارة إلى زوال كل شيء على الأرض وعدم جدوى جميع المساعي البشرية لتقليد ألاله كخالق. يبدو أن البناء كان ناجحًا، لكنه يميل قليلاً نحو المدينة. هناك القليل مما يوحي بأن هذا البناء سيسقط. تم تفسير قصة برج بابل (مثل تلك الموجودة في انتحار الملك شاول، اللوحة الأخرى الوحيدة لبروغل مع موضوع العهد القديم) على أنها مثال على معاقبة الكبرياء، وهذا بلا شك ما قصده بروغل في لوحته. علاوة على ذلك، يشير النشاط المحموم للمهندسين والبنائين والعمال إلى أخلاقي ثان: عدم جدوى الكثير من المساعي البشرية. تم استخدام مبنى نمرود المنهك لتوضيح هذا المعنى في كتاب سفينة الحمقى لسيباستيان برانت. معرفة بروغل بإجراءات وتقنيات البناء كبيرة وصحيحة بالتفصيل المملة. وتذكر المهارة التي أظهر بها هذه الأنشطة أن مهمته الأخيرة، التي تُركت غير مكتملة عند وفاته، كانت لسلسلة من اللوحات الوثائقية التي تسجل حفر قناة تربط بين بروكسل وأنتويرب.

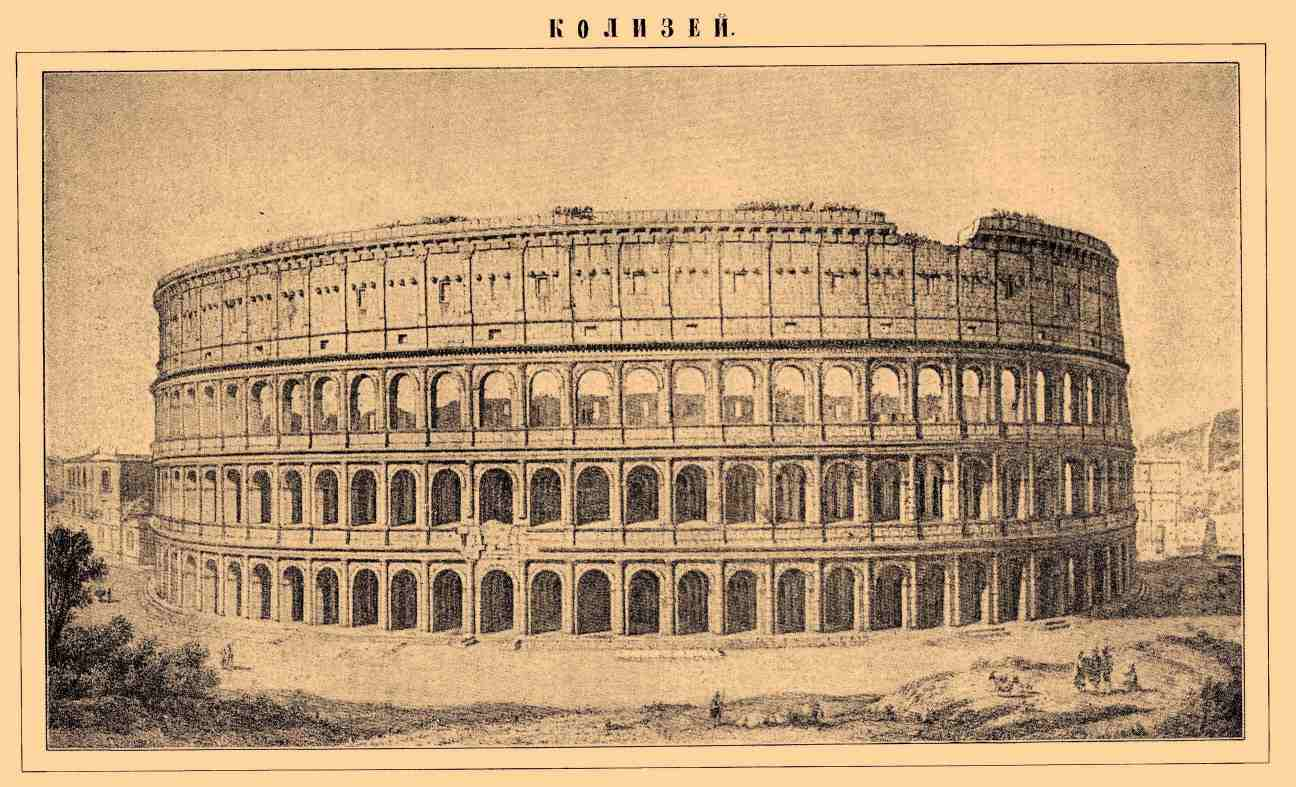
المدرج الروماني الكولوسيوم

يظهر كلا البرجين مبنيين جزئيًا بواجهات حجرية فوق إطار ضخم من الطوب، وهي تقنية نموذجية في العمارة الرومانية، تُستخدم في الكولوسيوم والمباني الرومانية الضخمة الأخرى. الهندسة المعمارية الكبرى والرسمية من هذا النوع ليست من اهتمامات بروغل المعتادة في أي من لوحاته أو رسوماته الأخرى، على الرغم من أنها كانت موضوعًا نموذجيًا للعديد من معاصريه.
لا توجد رسومات باقية تم دراستها لهذا أو أي من لوحات بروغل الأخرى. على الرغم من الدلائل على أن بروغل استفاد من الدراسات التحضيرية. كلا الإصدارين من البرج مليء بنوع التفاصيل التي من المحتمل أن تكون قد تم وضعها في الرسومات أولاً ومن ثم قام برسمها. باستثناء عدم وجود الجبال، تحتوي اللوحات على المكونات الرئيسية للمناظر الطبيعية العالمية، وهو نوع من التكوين المتبع في العديد من المناظر الطبيعية السابقة لبروغل. تم بناء برج بابل في لوحة فيينا حول جبل صغير شديد الانحدار، يمكن رؤيته بارزًا من الهندسة المعمارية في المركز بالقرب من الأرض وإلى اليمين أعلى.

## البرج الكبير

الملك نمرود مع حاشيتة يتفقد بناء البرج.

كان على بروغل أن يستلهم فكرة بناء بُرج بابِل العظيم من طبقات المدرج الروماني الكولوسيوم،  والتي رآها شخصيًا أثناء رحلته إلى إيطاليا حوالي عام 1552 والتي تم تداول العديد من النقوش والرسومات منها. اعتبر مسيحيو بروغل المعاصرون المبنى القديم رمزًا للغرور واضطهاد الإيمان، كمكان استشهاد لكثير من المسيحيين اثناء فترة اضطهاد ديوكلتيانوس. في اللوحة، يحتل البرج الكبير بشكل مهيب مركز المشهد، ويسيطر على المناظر الطبيعية من خلال تطبيق منظور بخط أفقي أعلى من نصف أللوحة، مما يعطي انطباعًا بالإعجاب بالمبنى من أعلى جبل. في أسفل اليسار نرى الملك نمرود، رمز الفخر، يليه مجموعة من الحاشية والجنود ويتم تصويره بينما يُظهره المهندس المعماري عمله ويحييه العمال بالركوع أحتراماً. يوجد في الطابق الأوسط موقع بناء البرج، حيث يعمل الرجال الصغار صعودًا وهبوطًا على المنحدرات لتنفيذ أعمال البناء في أسرع وقت ممكن. الجانب الأيسر الواجهة مكتملة بالفعل، والمنطقة المركزية شارفت على الاكتمال، بينما على الجانب الأيمن توجد صخرة بدون شكل لا يزال العمال يشكلونها. في الأعلى، قلب البرج مكشوف ومرتفع لدرجة أن سحابة تمر عبره. ولا بروغل عناية كبيرة في تصميم كل التفاصيل، بما في ذلك التفاصيل الأكثر تقنية (من شكل التروس والسقالات إلى الرافعات)، والتي تظهر كفاءة تتجاوز النطاق العام في مجال البناء. على اليمين يوجد ميناء وعلى اليسار مدينة بابل.

جزء من اللوحة يظهر مدينة بابل في الخلفية بحلة المدينة العامرة مع بساتينها الخضراء وأسوارها الشاهقة.

توفر خلفية الحقول المزروعة والسماء الصافية والمشرقة وقفة منعشة للعين المنشغلة في اللحاق بجميع التفاصيل الصغيرة في بقية المشهد. يتناقض ضخامة البرج بشكل كبير مع صغر الرجال، وخاصة الملك نمرود، مما يرمز إلى فخر أولئك الذين حكوم عليهم بالفشل في محاولة للتغلب على إمكانياتهم. تبرز التناقضات اللونية المشرقة، على سبيل المثال بين بطن البرج والسماء الصافية للغاية، هنالك جو مشؤوم. إذا كان برج بابل في التقليد التوراتي يمثل الارتباك الأخلاقي والروحي للبشرية، فقد كان يعتبر في العالم القديم بناءًا مشحونًا بالقيم السحرية والرمزية. في الواقع، اسمه يعني «باب الله». كان للارتفاع غير العادي وظيفة تمثيل الجسر والصلة بين البعد الإلهي والسماوي والبعد البشري والأرضي. لاحظ المنجمون والسحرة في قمته العلامات النجمية ووجهوا الطاقات الروحية من النجوم إلى الأرض. التركيبة ذات العصابات متحدة المركز، المرسومة على الزقورات السومرية، تعمل على عكس بنية الكون على الأرض. كل مستوى يتوافق مع كرة كوكبية أو علامة زودياك.

برج بابل وقد لامست قمته غيوم السماء.

### التفاصيل (البرج الكبير)

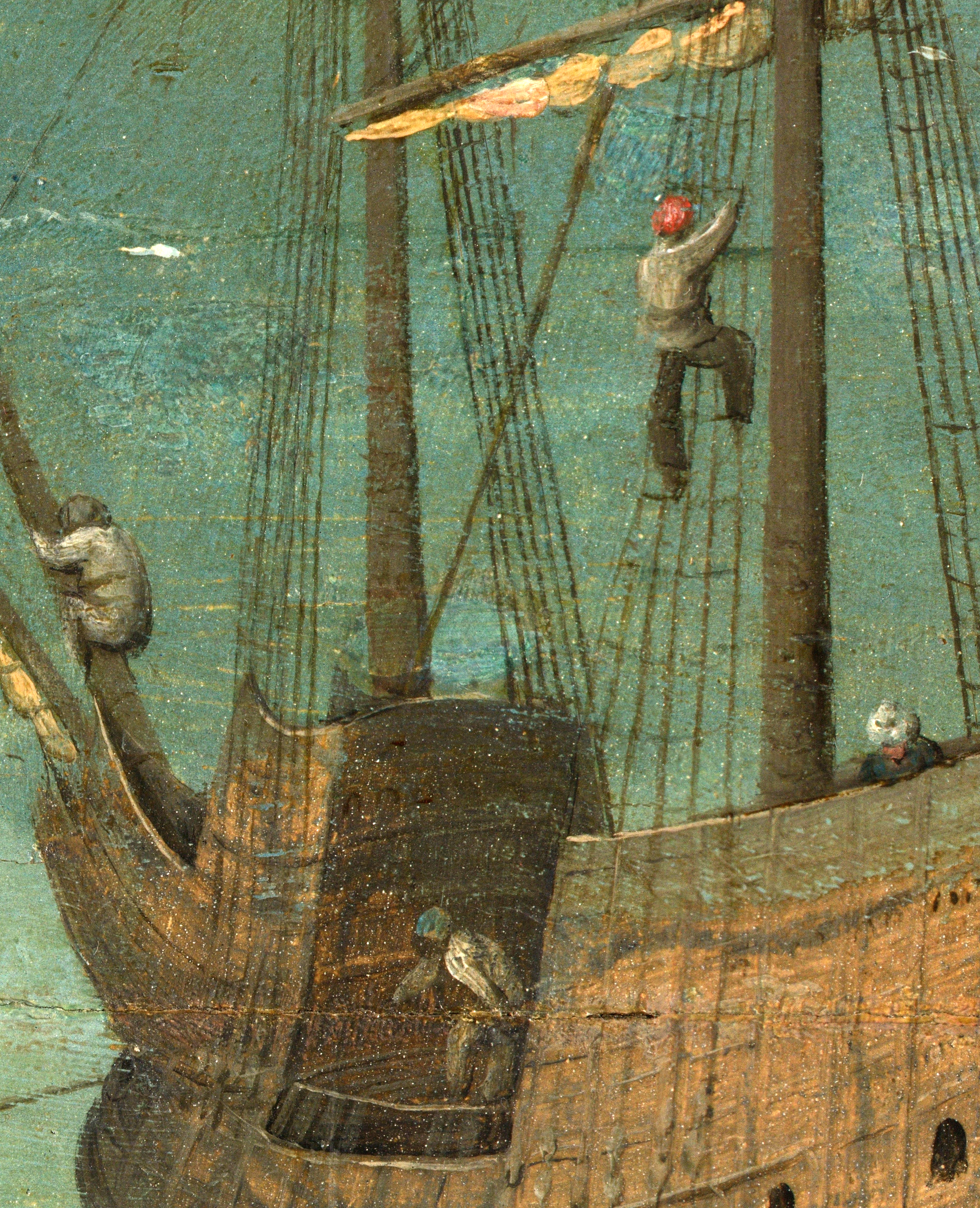
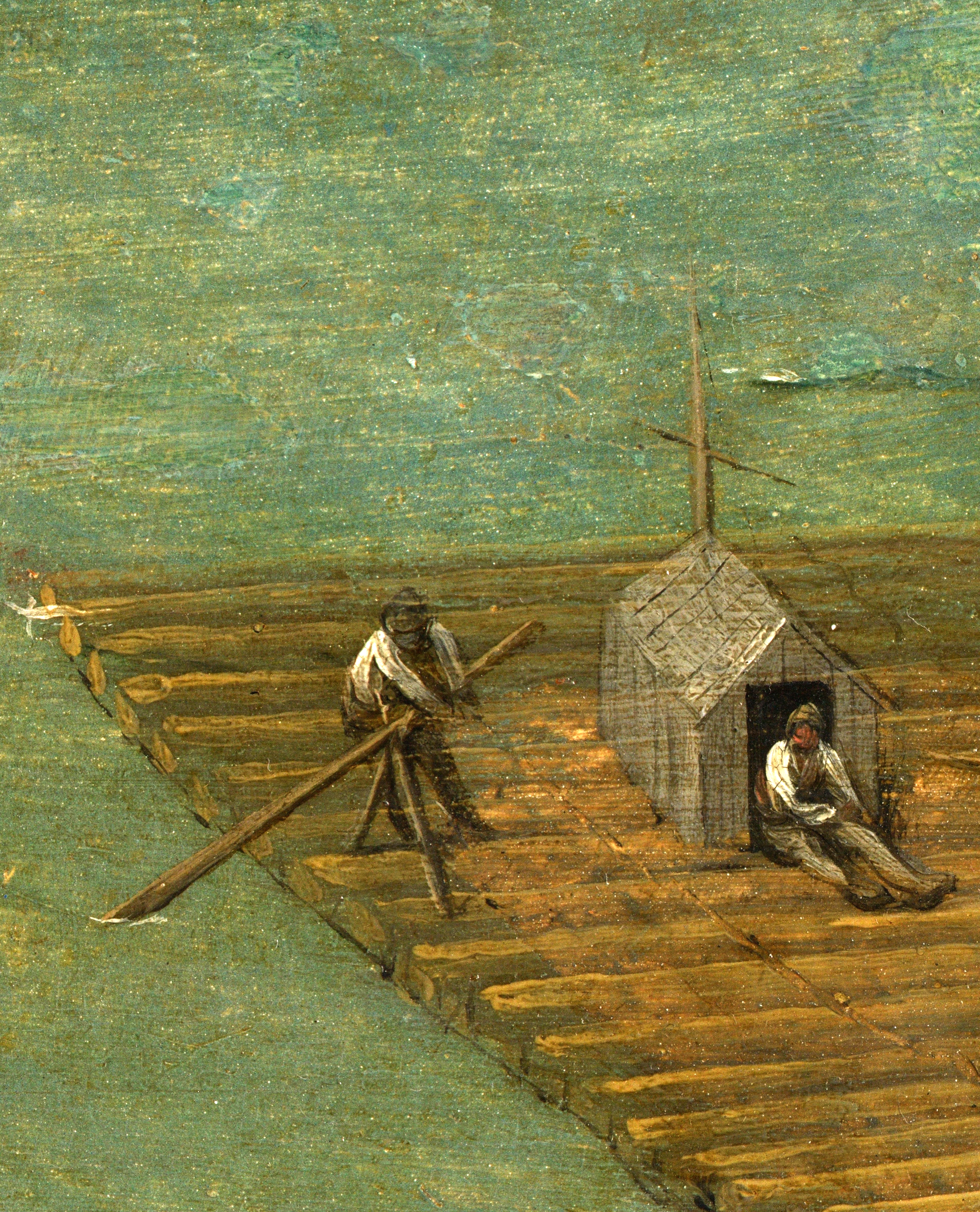
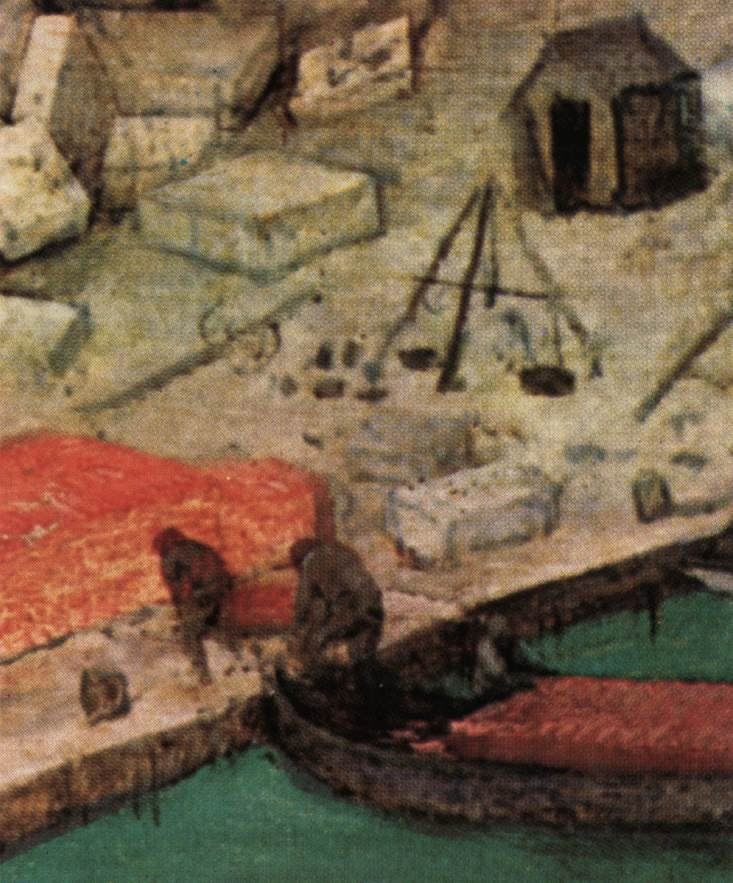
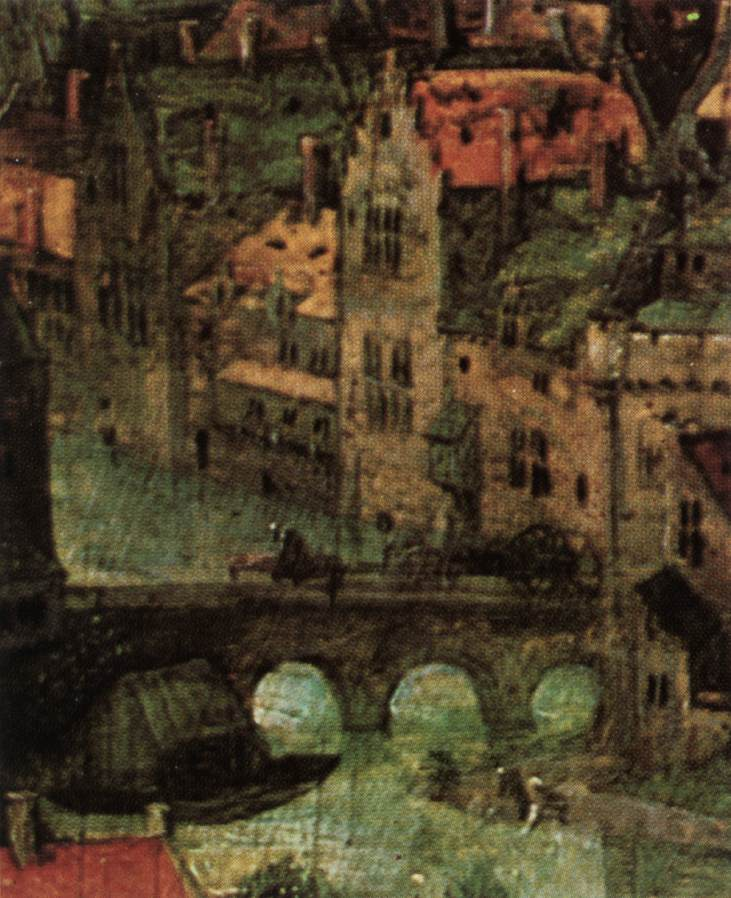
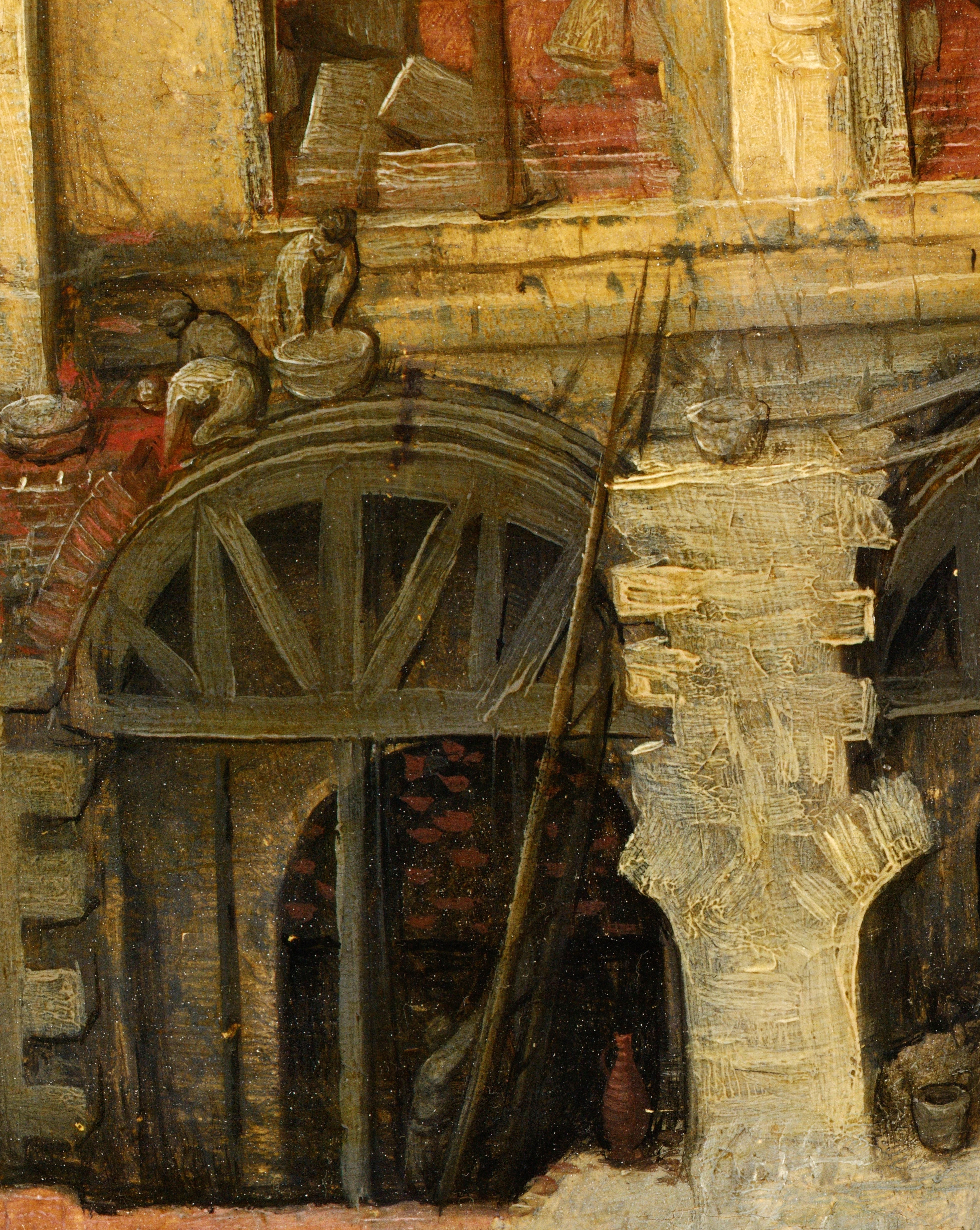
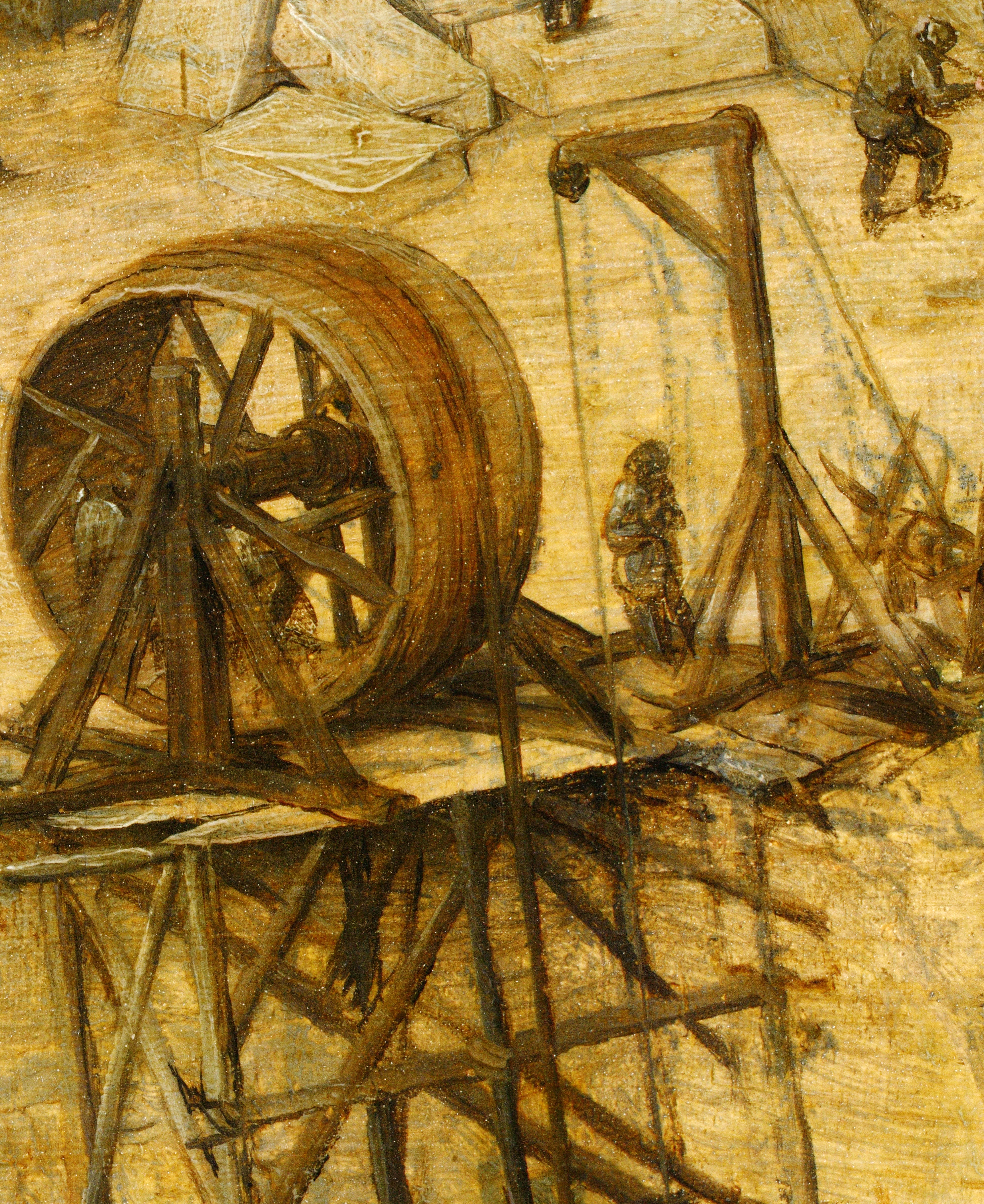
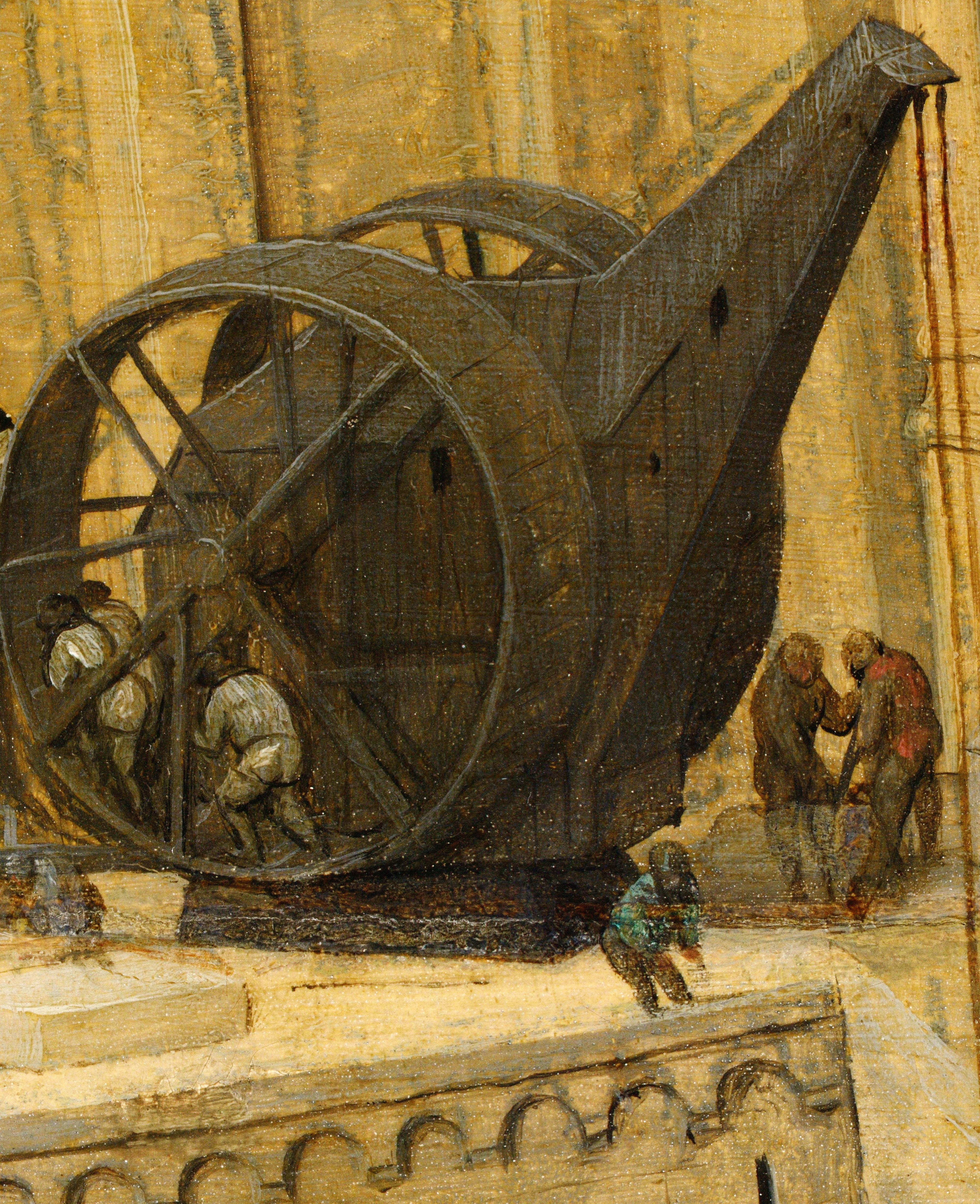
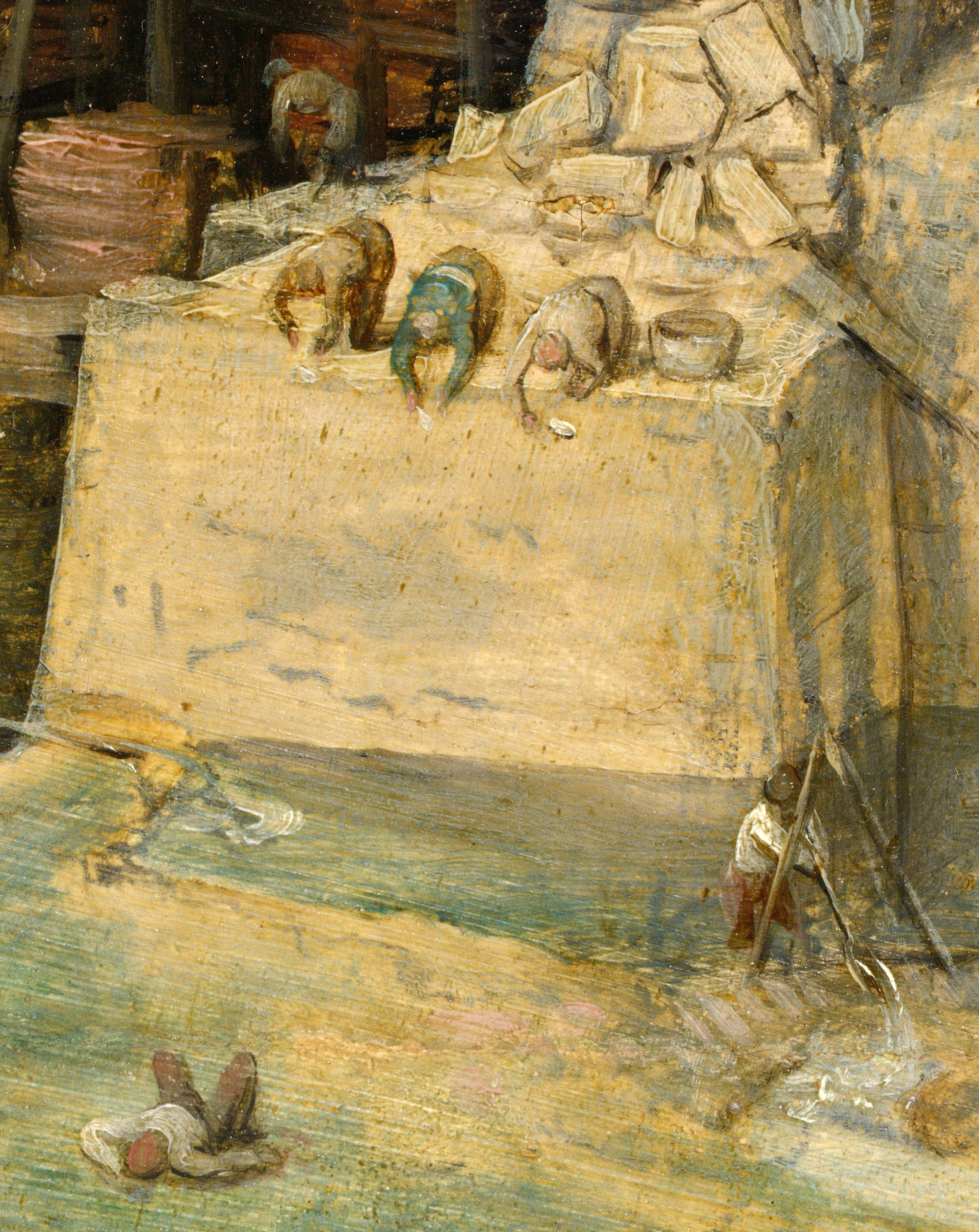
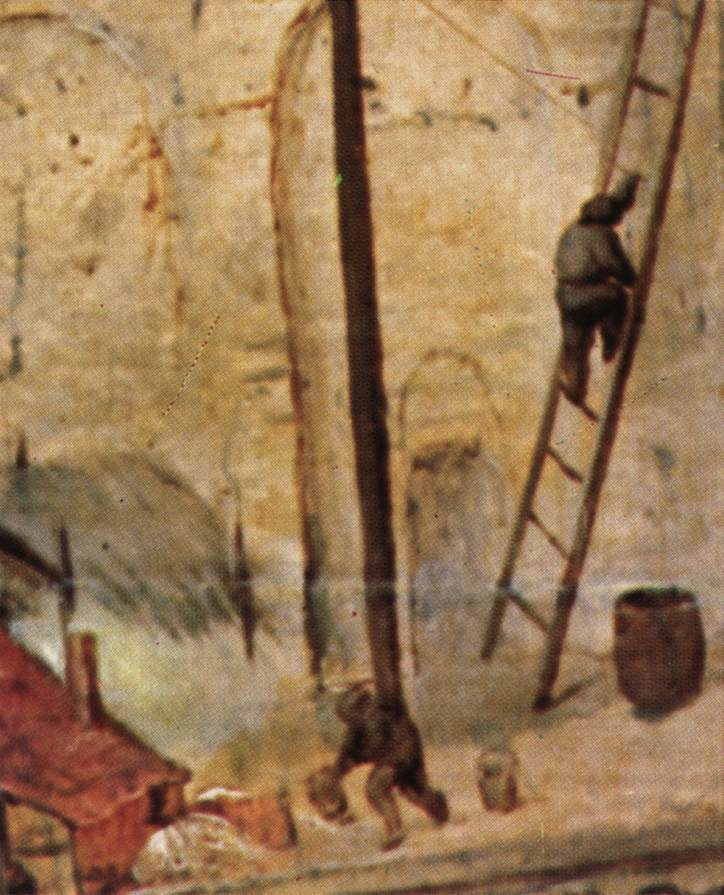
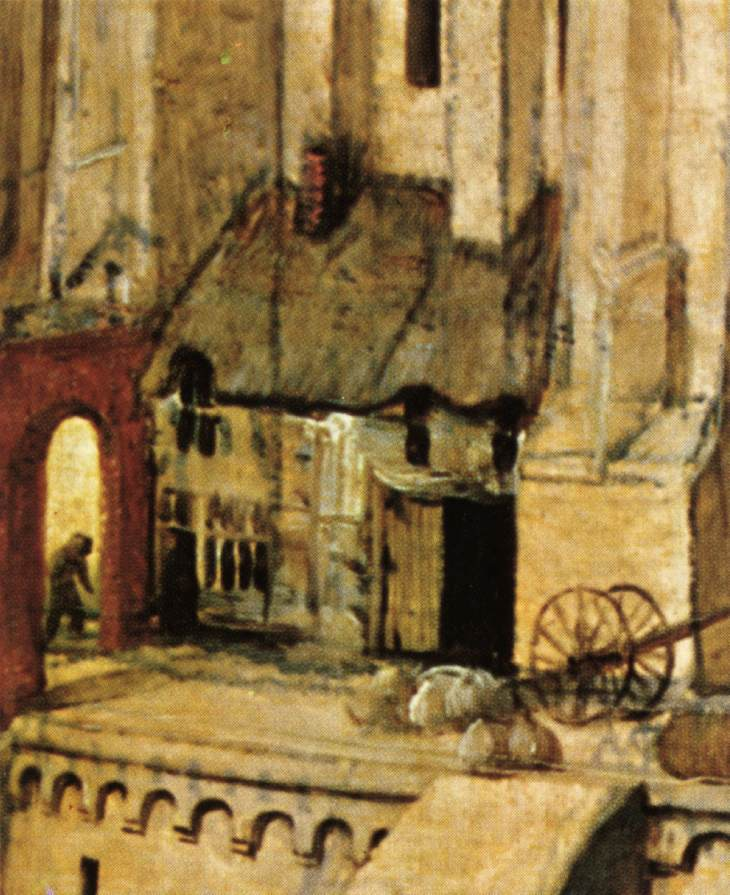
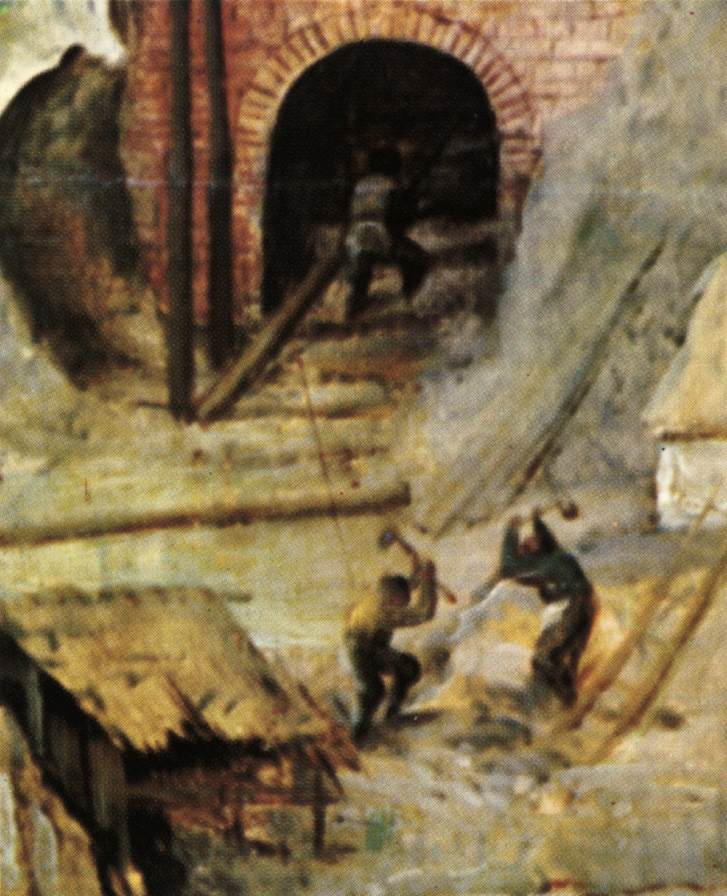
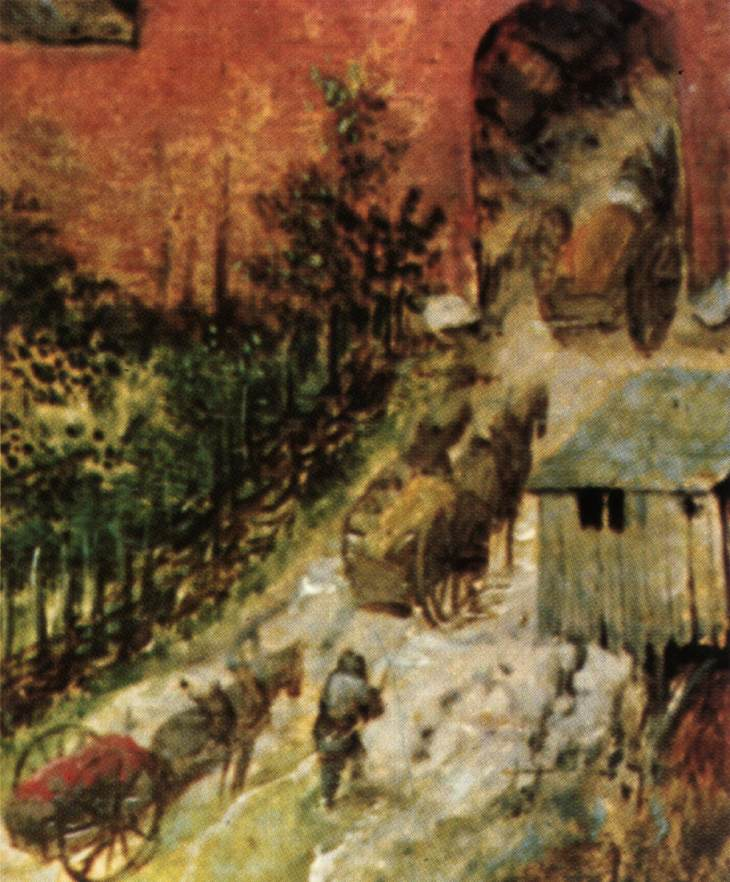
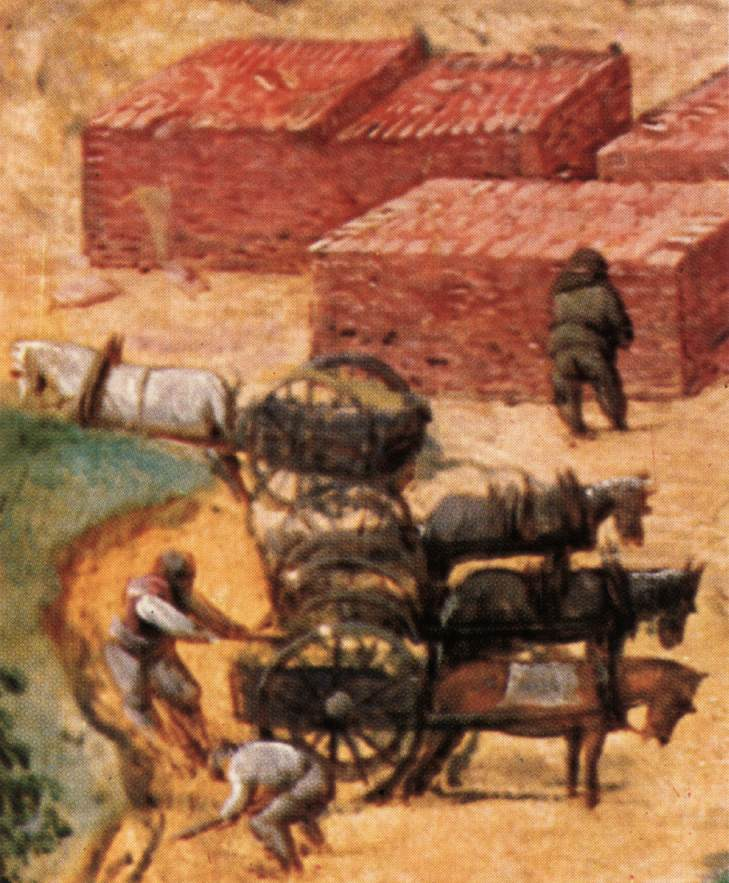

## البرج الصغير
البرج «الصغير» ليس أقل إزعاجًا، بل على العكس من ذلك، فهو يهيمن على المناظر الطبيعية أكثر، ويتدحرج على نفسه بشكل حلزوني. وجهة نظر المراقب أقرب، والظلال أغمق. حتى غيوم السماء، التي تحيط المبنى مرة أخرى، هي أكثر تهديدًا وتتنبأ بالعاصفة القادمة. لم يظهر الملك نمرود في هذه اللوحة والشخصيات الوحيدة المرأية هي العمال الصغار في البرج. تم تعيين المشهد في اللحظة التي ظهر فيها بالفعل سوء فهم للعقاب الإلهي الذي ميّز اللغات. في الواقع، يبدو أن الأعمال قد توقفت وحتى التماسك المعماري للمبنى قد انخفض الآن، بسبب استحالة فهم العمال لبعضهم البعض بسبب أختلاف اللغة تختلف البوابات والنوافذ عن بعضها البعض. في الجزء العلوي من البرج، يبدو أن الفوضى تسود. إن الحرية والثقة الأكبر للفنان في رسم اللوحة الأصغر، لا سيما في عناصر مثل المناظر الطبيعية والميناء، تشير عمومًا إلى هذا البرج إلى لحظة قريبة من تلك أللحظة الخاصة بلوحة البرج الكبير ولكن تتبعها مباشرة.

### التفاصيل (البرج الصغير)

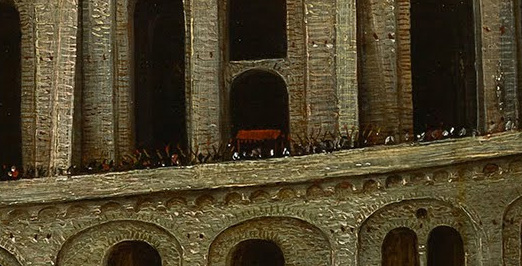
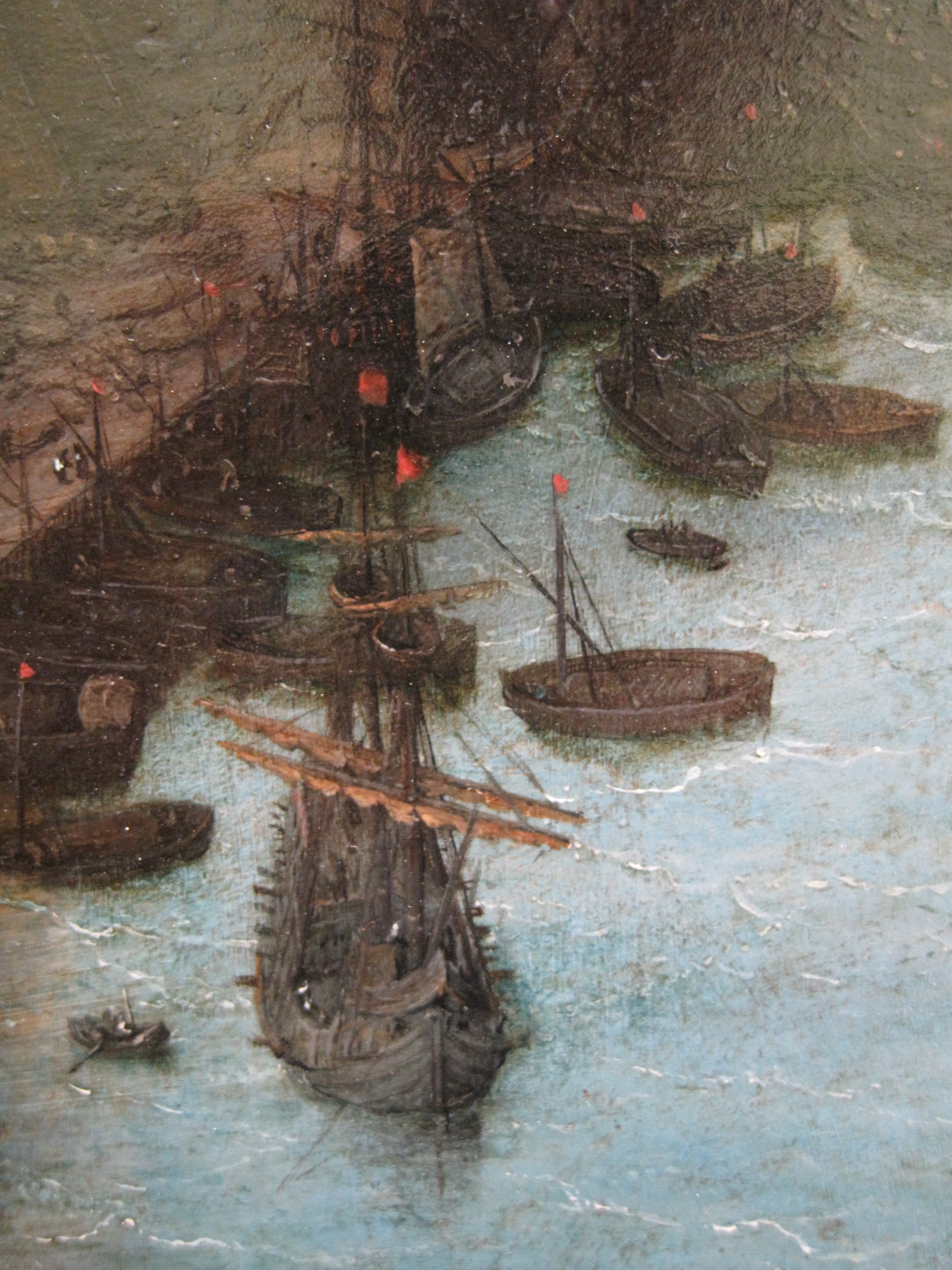
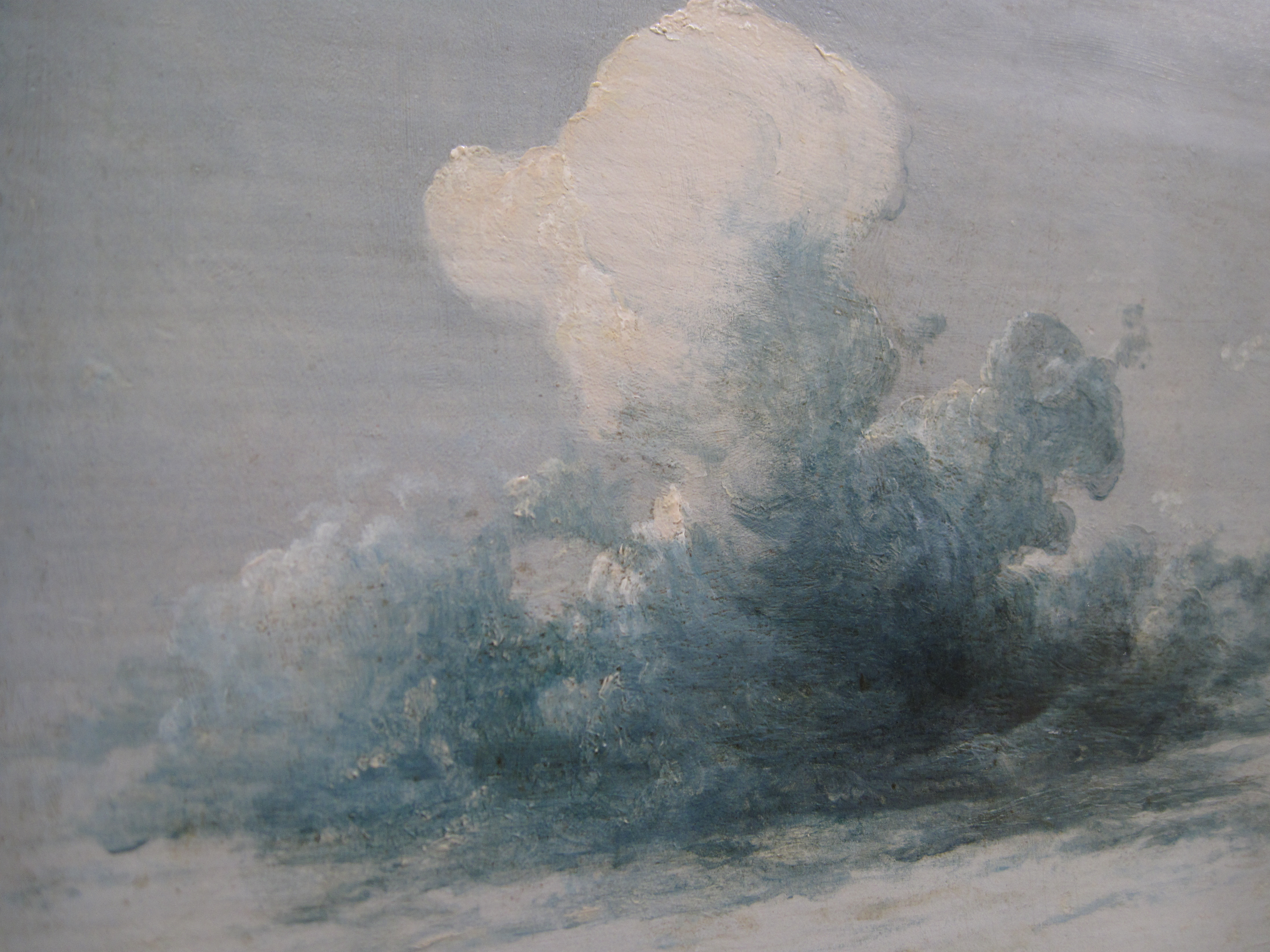
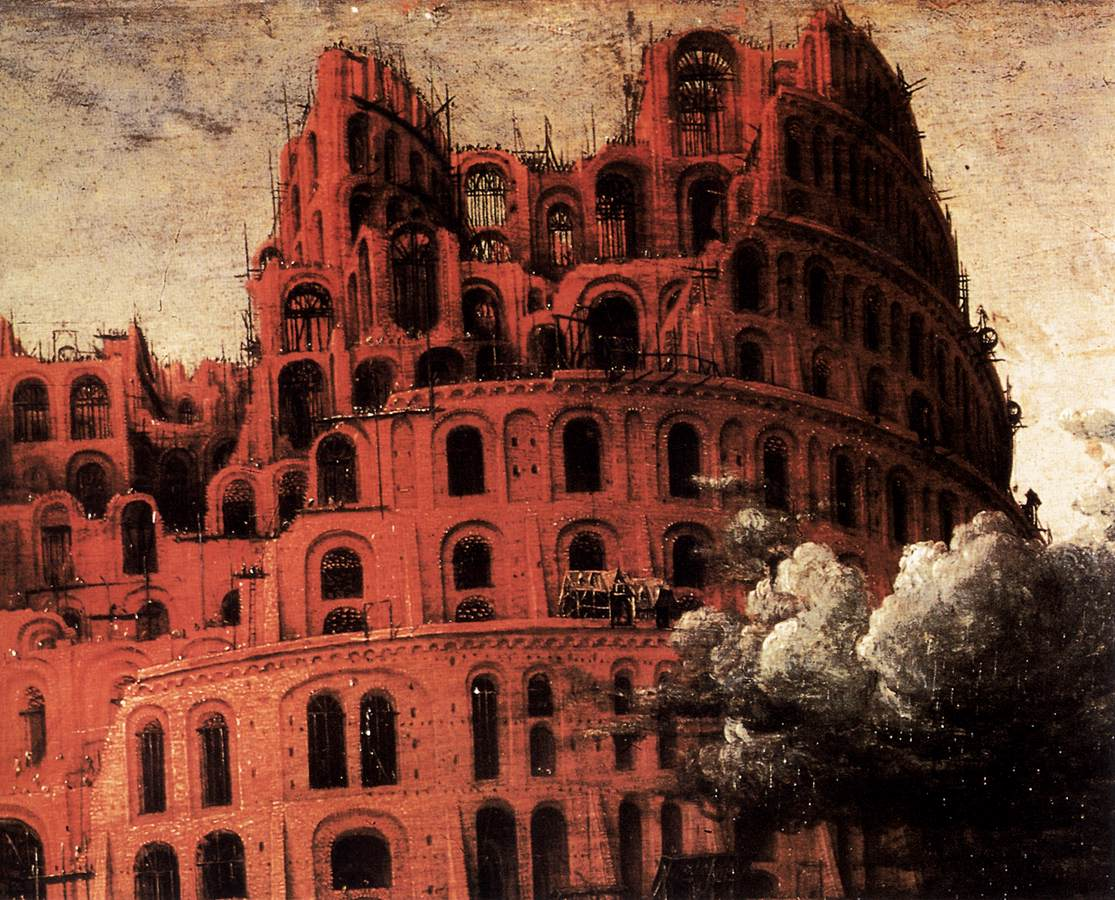
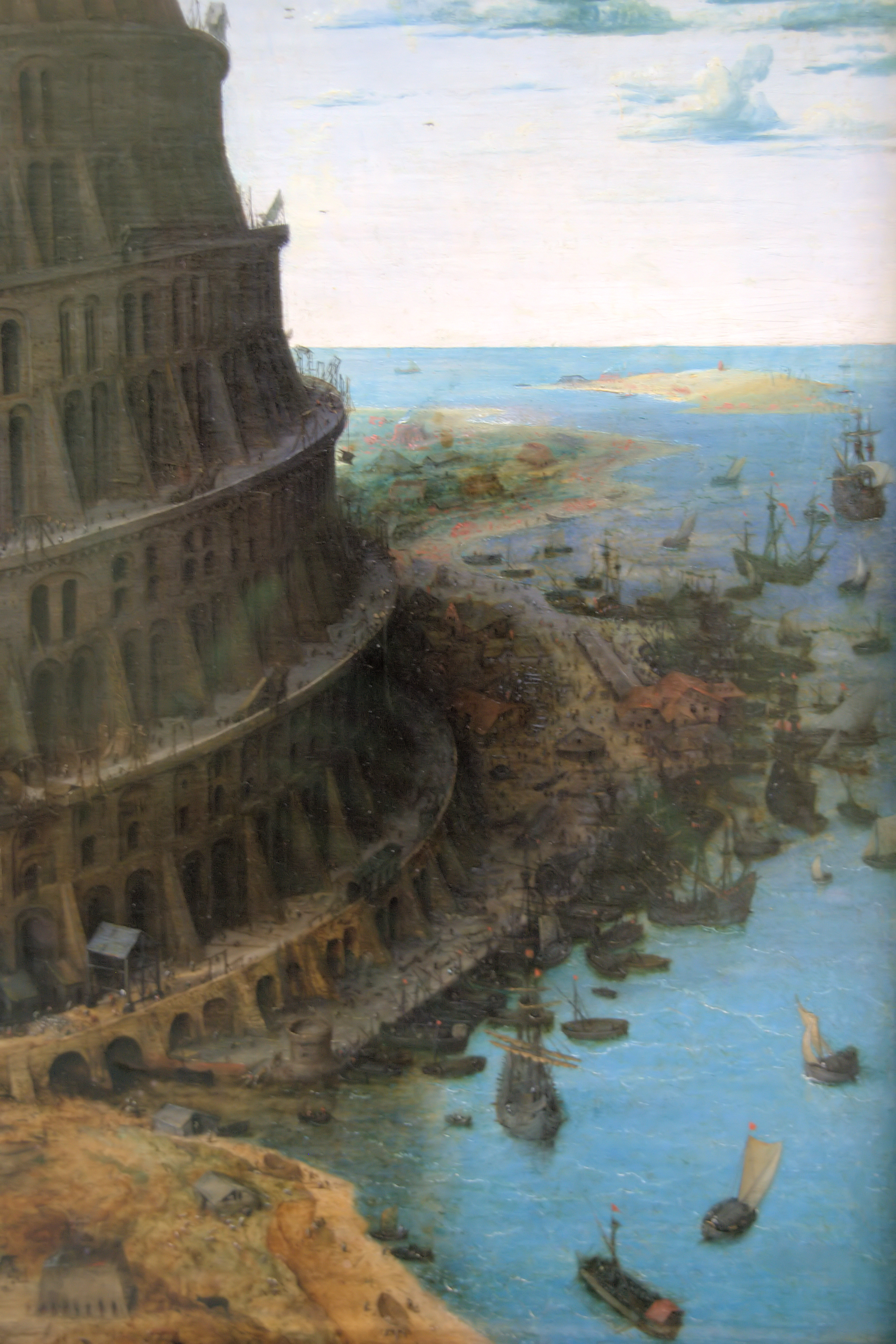

## الرسام

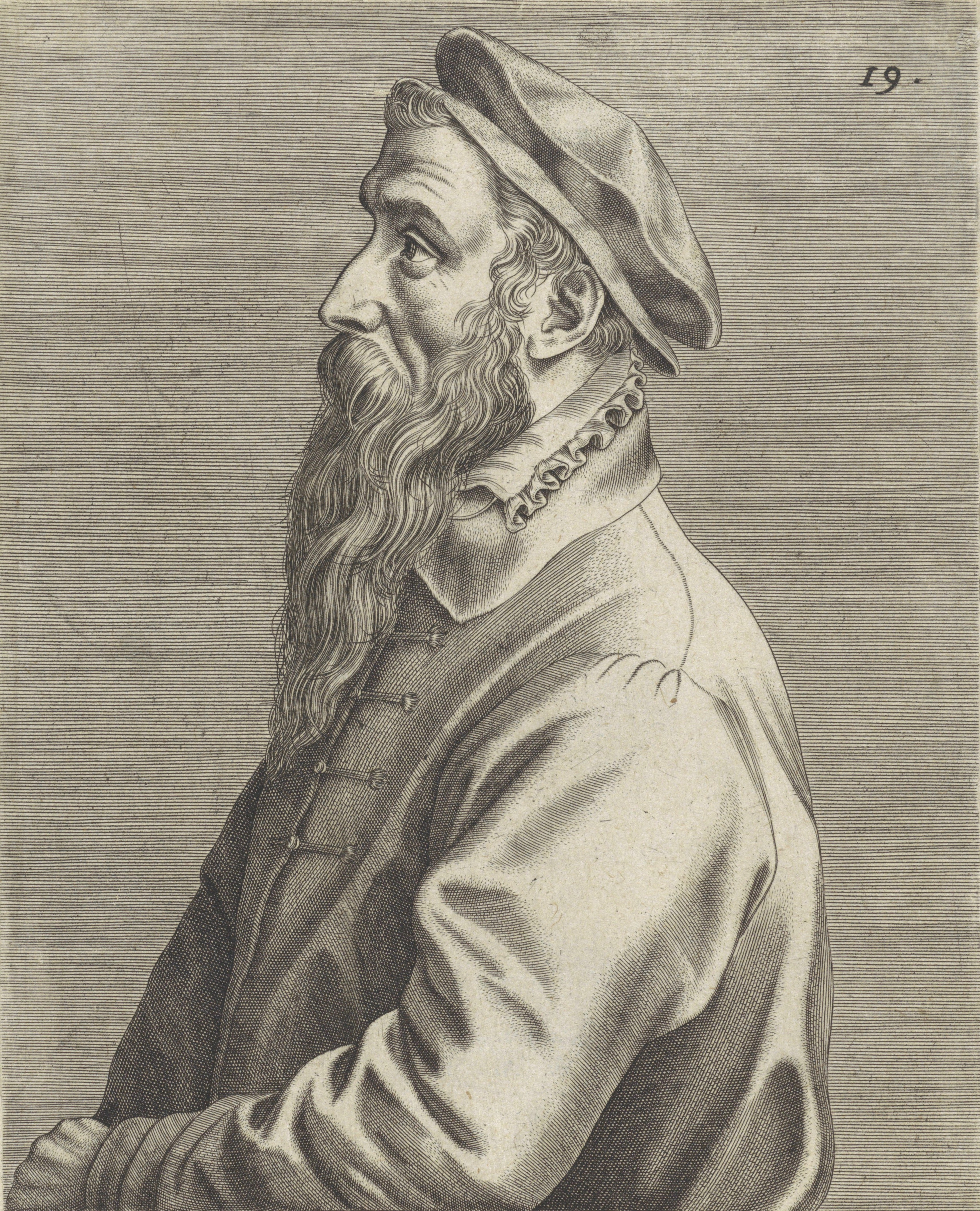
بيتر بروخل الأكبر

بيتر بروغل (1525-1569) كان أهم فنان للرسم الهولندي والفلمنكي في عصر النهضة، رسامًا وصانع طباعة، معروفًا بمناظره الطبيعية ومشاهده الفلاحية (ما يسمى بالرسم النوعي)؛ كان رائدا في جعل كلا النوعين من الموضوعات محل التركيز في اللوحات الكبيرة. كان له تأثير تكويني على الرسم في العصر الذهبي الهولندي والرسم اللاحق بشكل عام في اختياراته المبتكرة للموضوع، كواحد من الجيل الأول من الفنانين الذين نشأوا عندما لم تعد الموضوعات الدينية هي الموضوع الطبيعي للرسم. كما أنه لم يرسم أي صور، الدعامة الأخرى للفن الهولندي. بعد تدريبه وسفره إلى إيطاليا، عاد في عام 1555 ليستقر في أنتويرب، حيث عمل بشكل أساسي كمصمم غزير الإنتاج للناشر الرائد في ذلك الوقت. في نهاية العقد فقط، انتقل إلى جعل الرسم وسيطته الرئيسية، وجميع لوحاته الشهيرة تأتي من الفترة التالية التي تزيد قليلاً عن عقد من الزمان قبل وفاته المبكرة، عندما كان على الأرجح في أوائل الأربعينيات من عمره، وفي قمته قواه.